# ワルター・ウェラー
ワルター（ウォルター）・ウェラー（Walter Weller, 1939年11月30日 ウィーン - 2015年6月14日 ウィーン）は、オーストリア出身のイギリスの音楽家。

## 経歴
ウィーン・フィルハーモニー管弦楽団の第1ヴァイオリン奏者ヴァルター・ヴェラー（息子と同名、1900年5月1日 - 1982年9月22日）の息子としてウィーンで生まれる。ヴァイオリンの神童として少年時代を過ごす。ウィーン音楽院でフランツ・サモヒルに師事し、17歳からウィーン・フィルハーモニー管弦楽団の演奏に客演奏者として加わる。1958年にウィーン国立歌劇場管弦楽団に第1ヴァイオリン奏者して入団する。1961年にはウィーン・フィルハーモニー協会の正会員となり、正式にウィーン・フィルハーモニー管弦楽団の第1ヴァイオリン奏者となった。1964年からはコンサートマスターの席での演奏を開始し、1965年に正式に就任した（1961年に就任という文献もあるが誤りであり、1963年までの映像ではウェラーが第1ヴァイオリンの後ろの席で弾いていることが確認できる）。
室内楽奏者としても知られ、1959年にウェラー弦楽四重奏団を結成し、1971年頃まで活動した。
ヨーゼフ・クリップスに指揮を師事し、1969年にウィーン国立歌劇場の指揮者として活動を開始する。1969年にウィーン・フィルハーモニー管弦楽団を退団して、指揮者に転向する。その後デュースブルク・フィルハーモニー管弦楽団へ指揮者として転出する。1977年にイギリスに移り、ロイヤル・リヴァプール・フィルハーモニー管弦楽団、ロイヤル・フィルハーモニー管弦楽団、スコティッシュ・ナショナル管弦楽団の首席指揮者を歴任する。代表盤にプロコフィエフの交響曲全集などがある。
2015年6月14日、ウィーンで死去。75歳没。
なお、小惑星 (5464) のウェラーは、彼にちなんで命名された。